# マクシム・カリニチェンコ
マクシム・セルヒヨヴィチ・カリニチェンコ（ウクライナ語: Максим Сергійович Калиниченко、ラテン文字表記: Maksym Serhiyovych Kalynychenko、1979年1月26日 - ）は、ウクライナ・ハルキウ出身の元サッカー選手。ポジションはMF。また、父親もアマチュアでGKをしていた。

## 経歴
17歳でドニプロに入団すると、その年のうちにトップチームに加わり、U-21ウクライナ代表にも呼ばれた。しかし、ドニプロと論争が起こり、カリニチェンコを含む数名の選手が解雇された。そして、スパルタク・モスクワへと移籍した。
スパルタク・モスクワでは、ロシアリーグやロシア・カップ制覇を成し遂げた。カリニチェンコ自身も、投票によって2006年で最も素晴らしいウクライナ人レフトミッドフィールダーに選ばれた。また、同年ウクライナ初のワールドカップに出場した。ワールドカップ後、カリニチェンコのもとには、マンチェスター・ユナイテッド、バレンシア、ボルシア・ドルトムント、ウィガン・アスレティックといったクラブが接触したと報じられた（スパルタク・モスクワはこれを否定）。しかし、長い間ベンチ要員となっておりフラストレーションが溜まっていたカリニチェンコのもとにディナモ・キーウと前所属クラブであるドニプロからオファーが届くと、2008年夏、フリーエージェントで再びドニプロと3年契約を交わした。

## 所属クラブ
- FCドニプロ 1996-2000
- FCスパルタク・モスクワ 2000-2008
- FCドニプロ 2008-2011
- SCタフリヤ・シンフェロポリ 2011-2014

## 代表歴

### 出場大会
- ウクライナ代表
  - 2006 FIFAワールドカップ

### 試合数
- 国際Aマッチ 47試合 8得点（2002年-2011年）[1]

| ウクライナ代表 | 国際Aマッチ | 国際Aマッチ |
| 年             | 出場        | 得点        |
| -------------- | ----------- | ----------- |
| 2002           | 6           | 0           |
| 2003           | 7           | 1           |
| 2004           | 2           | 0           |
| 2005           | 1           | 0           |
| 2006           | 11          | 3           |
| 2007           | 8           | 4           |
| 2008           | 3           | 0           |
| 2009           | 6           | 0           |
| 2010           | 0           | 0           |
| 2011           | 3           | 0           |
| 通算           | 47          | 8           |

## タイトル
クラブ
FCスパルタク・モスクワ
- ロシアサッカー・プレミアリーグ 2000, 2001
- ロシア・カップ 2003